# Боб Петит
Боб Петит (енгл. Bob Pettit; Батон Руж, САД, 12. децембар 1932) је бивши амерички кошаркаш. Био је 2 пута НБА МВП и један од 50 највећих НБА кошаркаша.
НБА шампион 1958, 11 пута у првом тиму сезоне, 11 пута је учествовао у НБА Ол-стар утакмици. Године 1970. је примљен у кошаркашку Кућу славних.